# Nombril
Pour les articles homonymes, voir ombilic (homonymie).

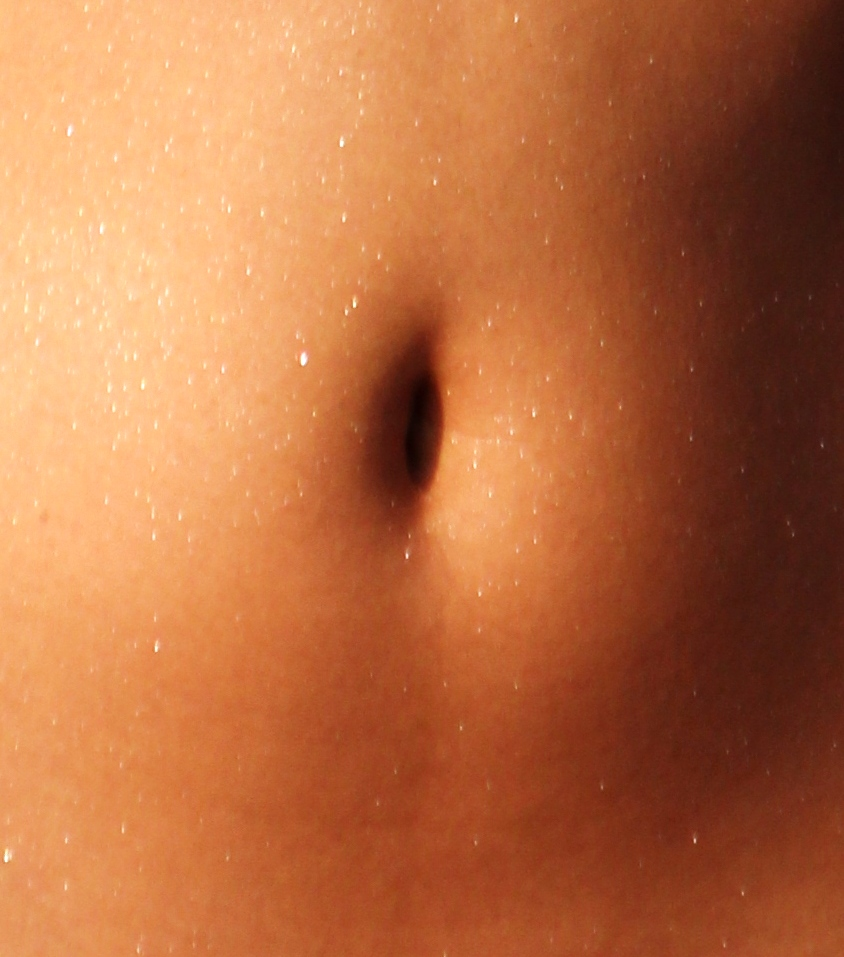
Nombril de femme

Le nombril, ou ombilic, est une cicatrice fibreuse de la paroi antérieure de l'abdomen.

## Étymologie

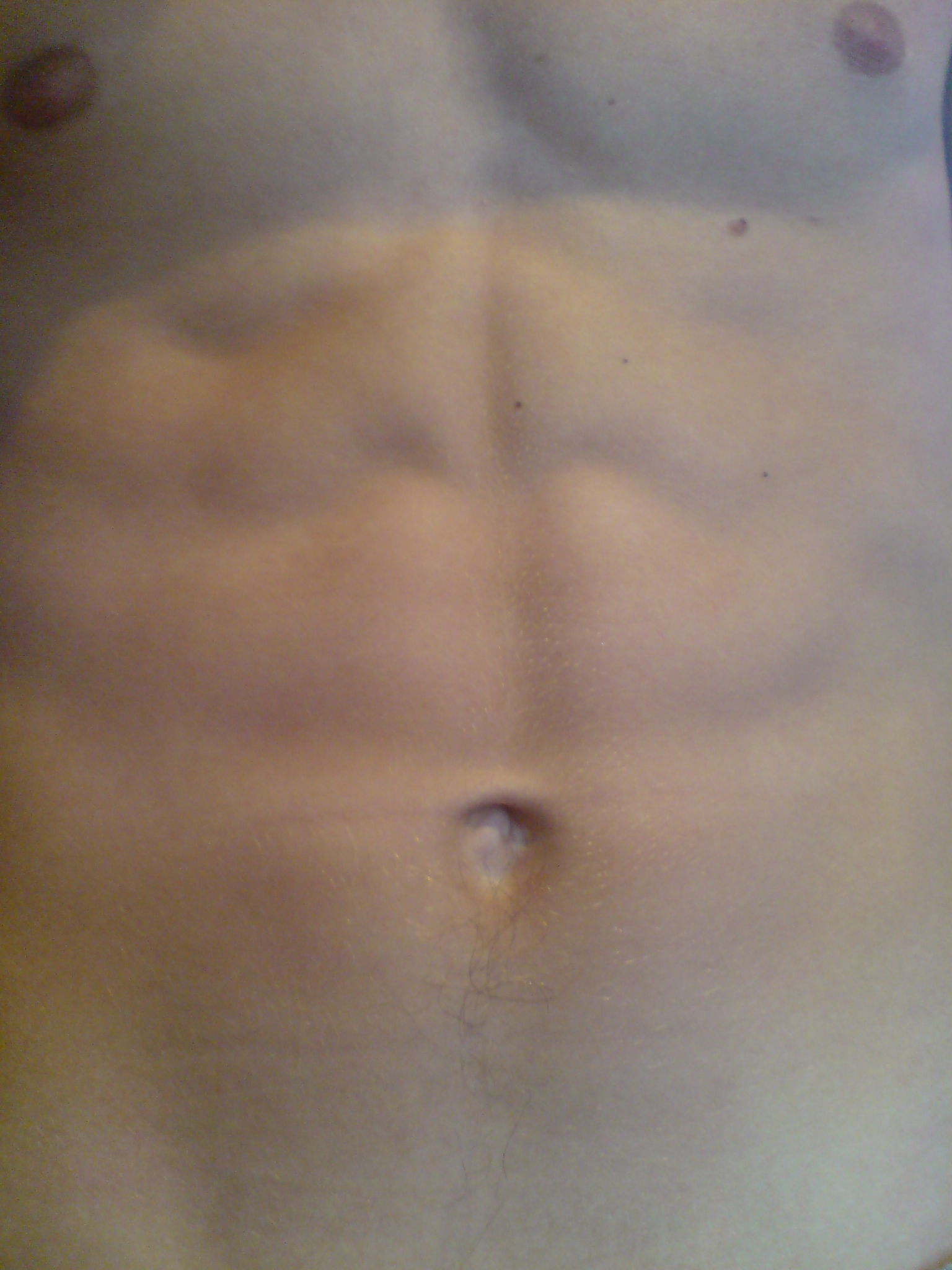
Le nombril sur la paroi abdominale antérieure.

Les deux mots « nombril » et « ombilic » sont issus du latin. Ombilic a été emprunté au latin classique umbilicus, et est passé par la forme embelic. Nombril a évolué depuis le latin populaire umbiliculus, et est passé par umblil (1178) puis lonblil (Chrétien de Troyes) ou nomblil, par agglutination initiale de l’article (défini et indéfini, respectivement), devenu nombril après dissimilation. Les appellations de bédille (cordon ombilical) et badine (nombril), de même origine que boyau, boudin  (du latin bodellus) étaient également utilisées anciennement.

## Anatomie humaine

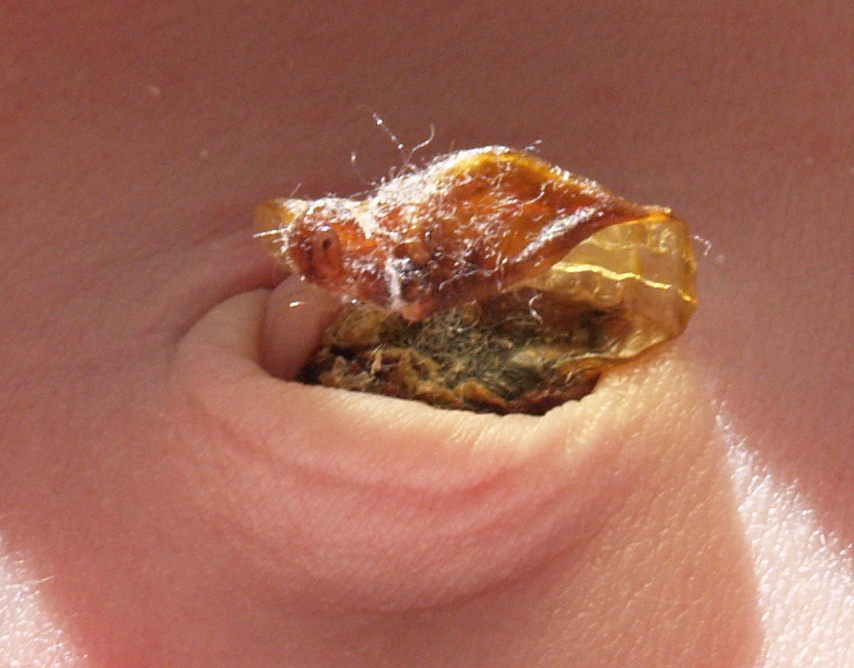
Cicatrisation ombilicale chez un nouveau-né.

Le nombril est une cicatrice fibreuse située au niveau de la paroi antérieure de l'abdomen, formée par la chute du cordon ombilical qui survient en moyenne vers 10 jours de vie. 
Elle apparaît à la suite de la chute du cordon ombilical chez les nouveau-nés appartenant à la classe des mammifères placentaires. C'est le vestige de la circulation fœtale et, plus avant, de l'inflexion embryonnaire.
Au niveau de la face externe (antérieure) de cette paroi, il est situé médialement, au milieu de la ligne blanche, entre les deux muscles droits. Au niveau de la face interne (postérieure) de la paroi abdominale antérieure, le nombril est relié en haut au foie par le ligament rond du foie, et en bas à la vessie par le ligament ombilical médian. De chaque côté de ce ligament se trouvent les plis ombilicaux médiaux qui relient le nombril aux parois latérales du petit bassin. Le ligament rond est le vestige de la veine ombilicale, le ligament ombilical médian est le vestige de l'ouraque et les plis ombilicaux médiaux sont les vestiges des artères ombilicales.
Le nombril est situé au niveau du disque entre les troisième et quatrième vertèbres lombaires. En médecine, il constitue un point de repère important. Le nombril est innervé par la dixième paire de nerfs intercostaux.

### Variations
Chez l’humain, les nombrils sont extrêmement variés autant en taille, qu'en forme, qu'en profondeur ou encore qu'en apparence globale. 
La cicatrice peut apparaître sous la forme d’une dépression ou d’une protubérance, d'un diamètre variant entre 1 et 2 centimètres. La forme de dépression représente environ 90 % des nombrils[réf. nécessaire]. L'apparition d'un nombril protubérant est causée par un excédent de peau du cordon ombilical[réf. souhaitée].
En tant que cicatrice, l'ombilic n'est pas un caractère héréditaire. Ainsi, le nombril est un trait de caractère permettant de distinguer deux vrais jumeaux.

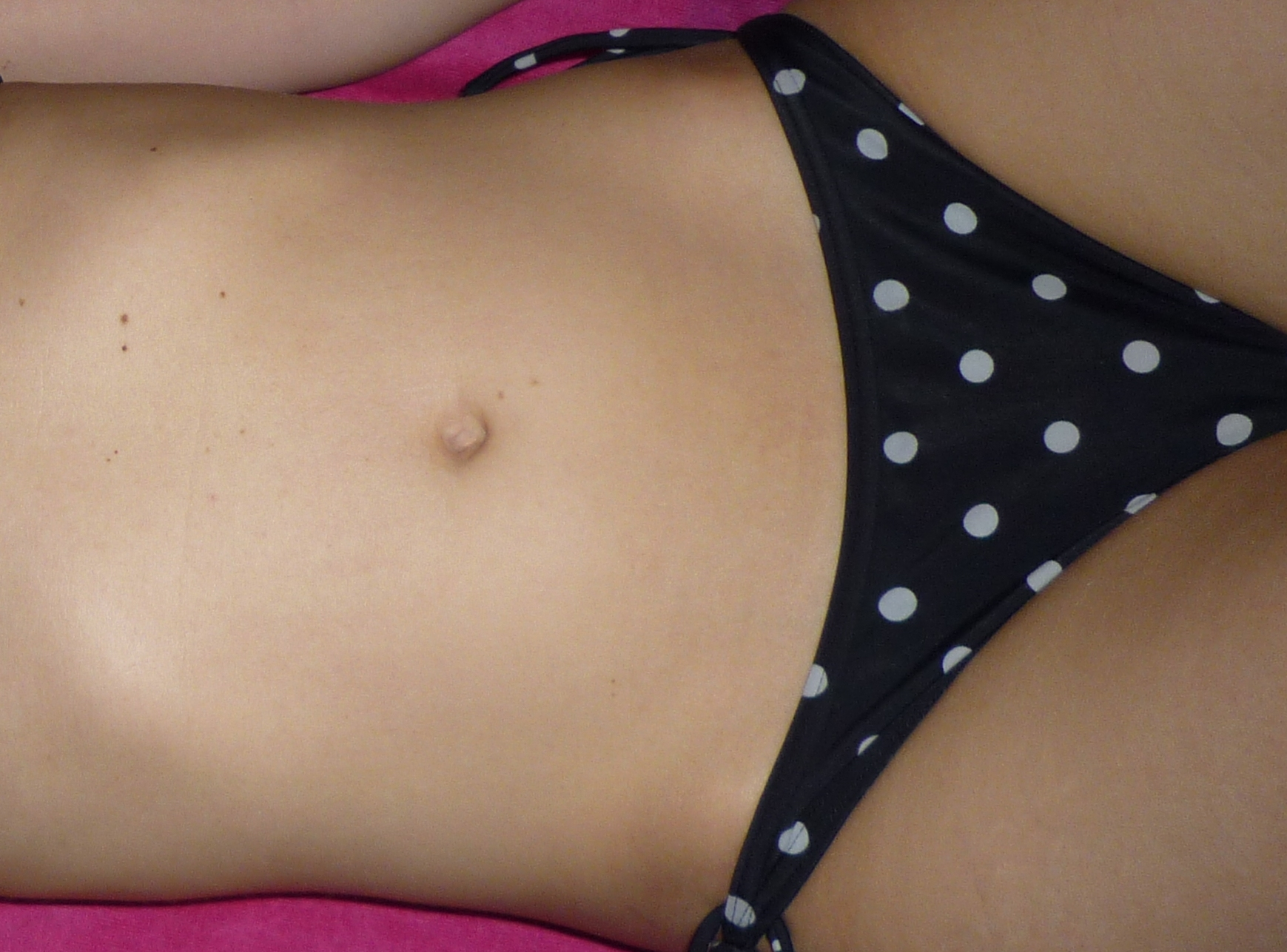
Nombril à cicatrice ronde
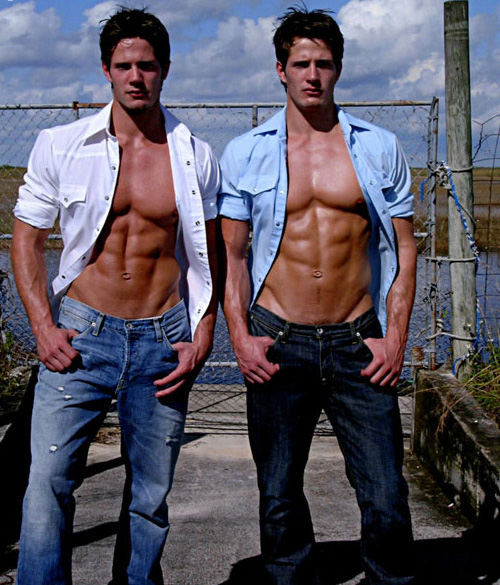
Nombrils spiralés
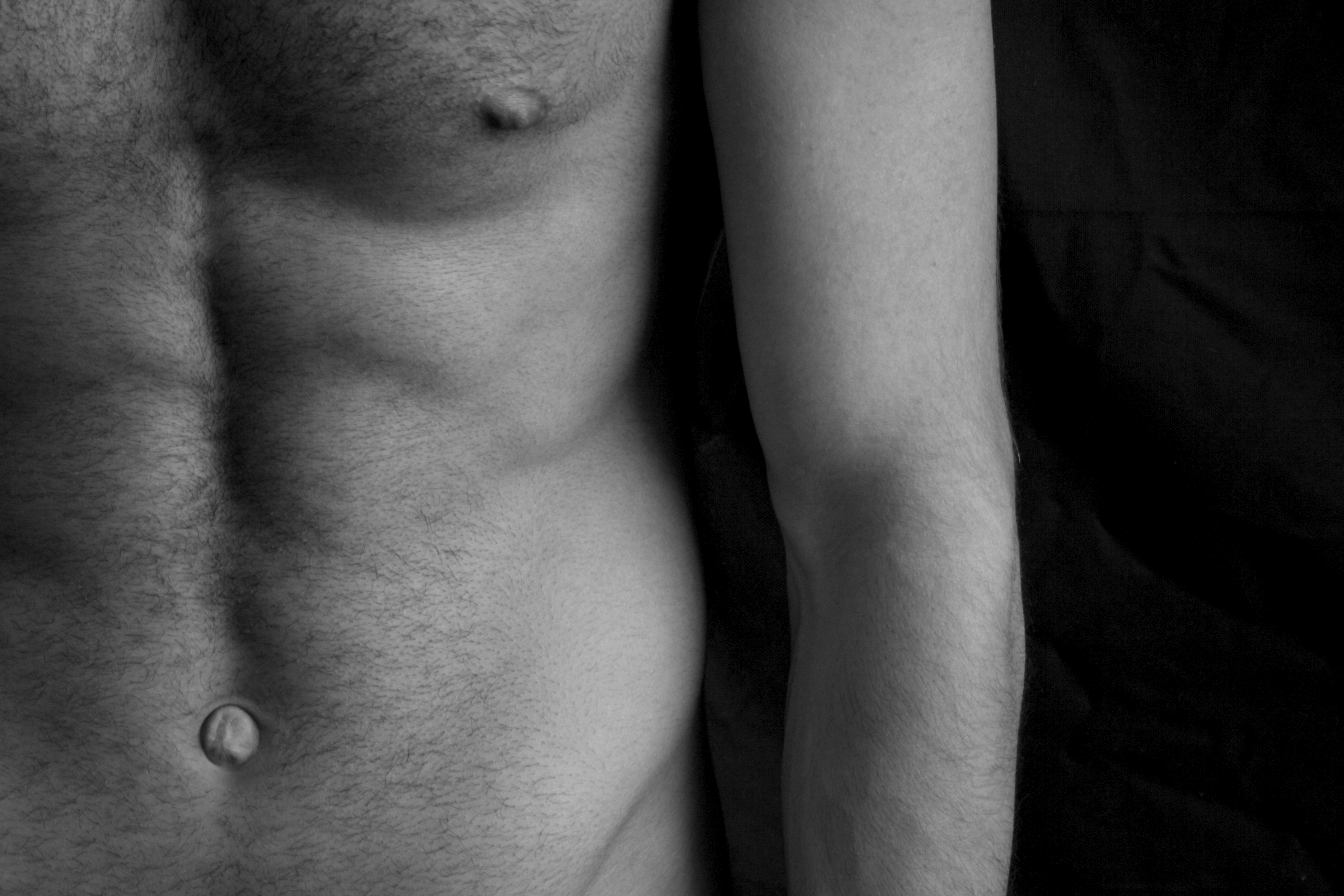
Nombril protubérant
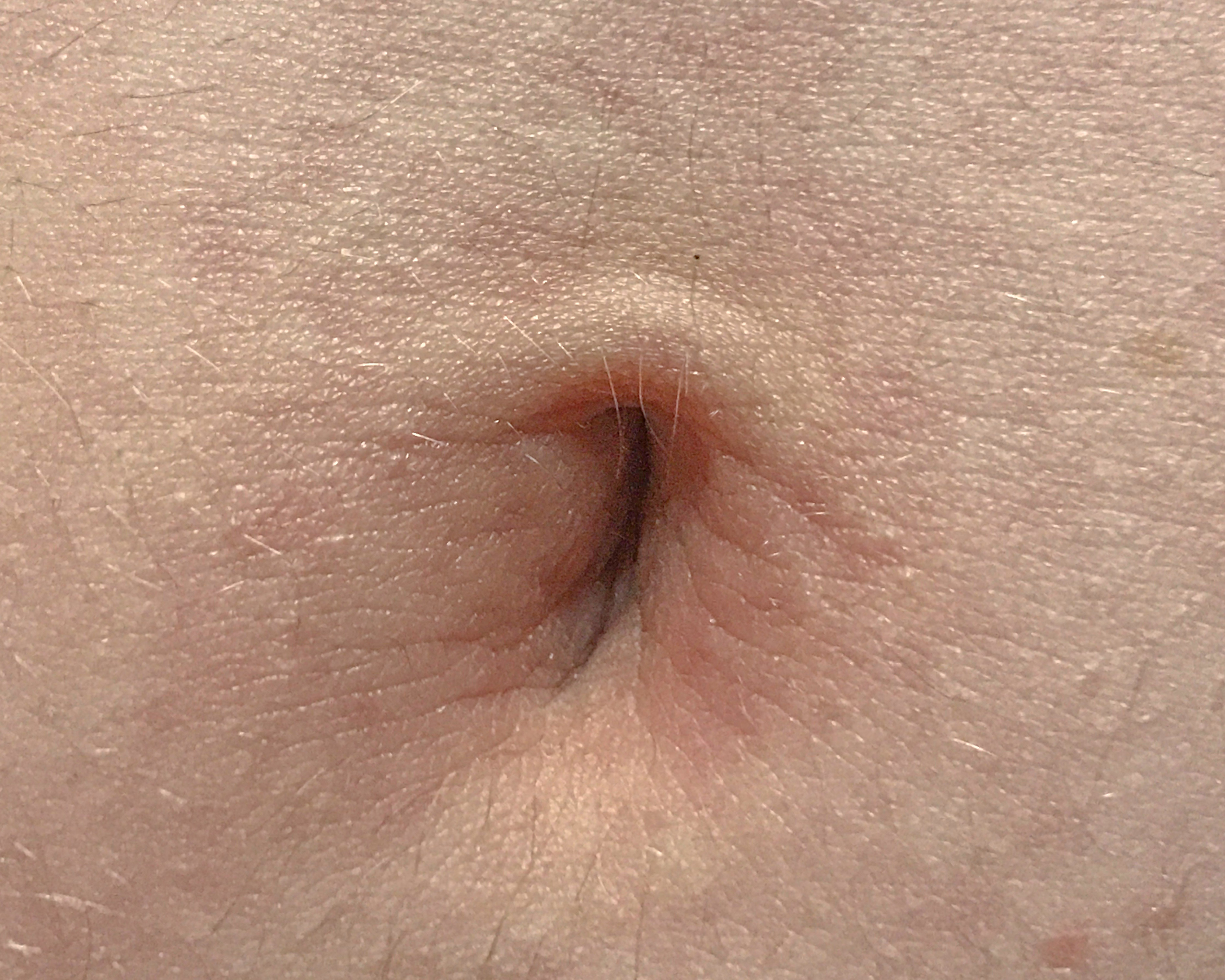
Nombril à cicatrice verticale
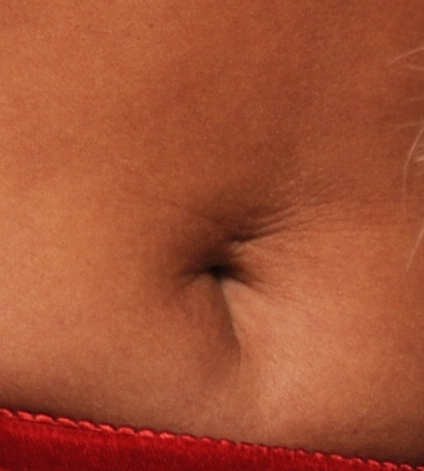
Nombril en T
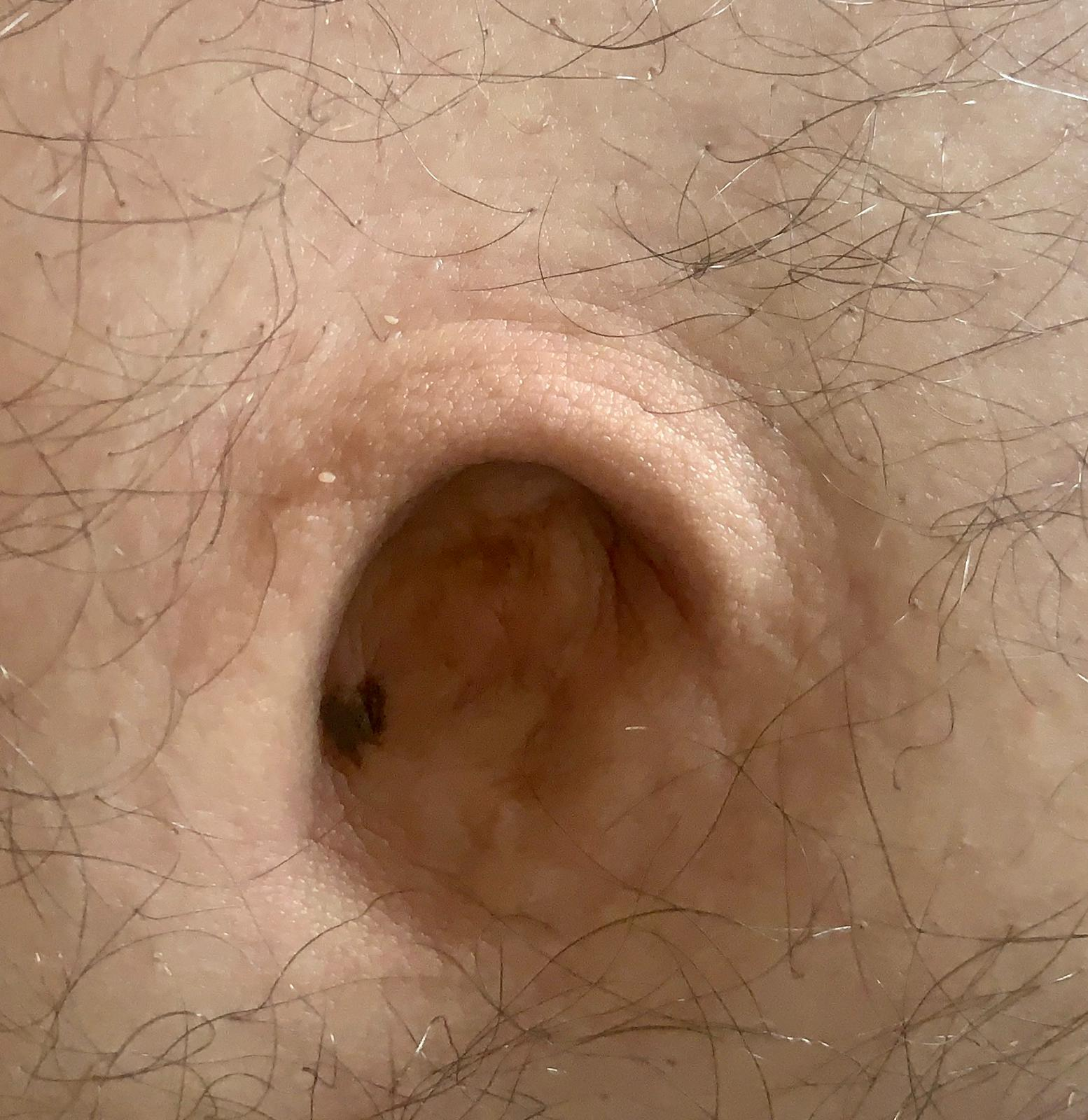
Nombril rond

## Pathologie
Chez l'enfant, la hernie ombilicale est un défaut bénin de fermeture du nombril. Chez l'adulte, la paroi abdominale présente dans le voisinage du nombril une zone de faiblesse, pouvant être le siège d’une hernie ombilicale ou para-ombilicale.
Les anomalies de fermeture de la paroi antérieure telles que le laparoschisis et l'omphalocèle sont des pathologies plus graves.

## Faune bactérienne
En 2012, une étude a montré qu'une moyenne de 67 espèces de bactéries différentes colonisent un nombril humain, avec des valeurs extrêmes comprises entre 29 et 107.

## Significations culturelles
- Dans Le Banquet, Platon fait dire à Aristophane[5] que le nombril est la cicatrice laissée par le châtiment divin sur les androgynes, mutilation qui nous a séparés d’une part de nous-mêmes.
- Selon la « thèse de l’anomphalie » (ou anomphalisme) débattue par les théologiens juifs dès le Moyen Âge, Adam et Ève seraient dépourvus de l’ombilic car ils n’avaient pas de mères qui auraient accouché d’eux. Le peintre Jean-Baptiste Santerre en était un grand partisan. Il est à noter que dans le chapitre 35 de l’Évangile de Barnabé, Jésus raconte que le nombril d’Adam est la trace du crachat de Satan sur la glaise dont Dieu se servit, pour façonner le premier homme.[réf. nécessaire][6]
- Dans Bulles (Sphères 1), Peter Sloterdijk consacre un chapitre à l'accompagnateur originel (Requiem pour un organe rejeté) (placenta et nombril).